# Vannevar Bush
Vannevar Bush (/væˈniːvɑːr/ van-NEE-var; 11 tháng Ba năm 1890 – 28 tháng Sáu năm 1974) là kỹ sư, nhà phát minh, nhà quản lý khoa học người Mỹ. Trong Chiến tranh thế giới Hai ông đứng đầu cơ quan Office of Scientific Research and Development (OSRD), đảm nhận phát triển hầu hết các công nghệ quân sự của Mỹ, bao gồm cả các phát triển về radar và chương trình Manhattan. He emphasized the importance of scientific research to national security and economic well-being, and was chiefly responsible for the movement that led to the creation of the National Science Foundation. Ông nhấn mạnh tầm quan trọng của nghiên cứu khoa học với an ninh quốc gia và phát triển kinh tế, đồng thời chịu trách nhiệm chính về việc thành lập quỹ Khoa học quốc gia.
Bush gia nhập Khoa Kỹ thuật điện tại Massachusetts Institute of Technology (MIT) vào năm 1919, và thành lập công ty Raytheon vào năm 1922. Bush trở thành Phó chủ tịch của học viện MIT và trưởng khoa kỹ thuật MIT vào năm 1932 đồng thời cũng là chủ tịch Viện Carnegie Institution of Washington từ năm 1938.
Trong sự nghiệp của mình, Bush đã được cấp bằng sáng chế cho một loạt phát minh của mình. Ông được biết đến nhờ các nghiên cứu về Máy tính tương tự và Memex. Từ năm 1927, Bush đã chế tạo một máy phân tích vi phân, là một cỗ máy tính tương tự có thể giải các phương trình vi phân tới 18 biến độc lập. Một trong các nghiên cứu của Bush tại MIT và các nhà khoa học khác đã đặt nền móng cho việc thiết kế mạch kỹ thuật số. Trong khi đó Memex, mà ông phát triển từ những năm 1930s (dựa theo cảm hứng từ tác phẩm "Statistical Machine" của Emanuel Goldberg năm 1928) là một thiết bị xem microfilm giả định. Memex và bài luận của Bush năm 1945 "As We May Think" đã truyền cảm hứng cho nhiều thế hệ các nhà khoa học máy tính, dựa trên tầm nhìn của ông về tương lai.
Bush được chỉ định vào vị trí Chủ tịch tại National Advisory Committee for Aeronautics (NACA) từ năm 1938. Là chủ tịch của Ủy ban nghiên cứu Quốc phòng Quốc gia-National Defense Research Committee (NDRC), và sau đó là giám đốc của OSRD, Bush đã điều phối hoạt động của khoảng sáu nghìn nhà khoa học trên khắp nước Mỹ trong các hoạt động nghiên cứu khoa học quốc phòng. Bush được biết đến như là một nhà quản lý, nhà khoa học lỗi lạc trong chiến tranh thế giới 2, với vai trò cố vấn khoa học của Tổng thống. Là người đứng đầu NDRC và OSRD, ông đã khởi xướng Dự án Manhattan, và đảm bảo cho dự án nhận được sự quan tâm mức tối đa từ chính phủ.